# Монтевијале
Монтевијале (итал. Monteviale) је насеље у Италији у округу Виченца, региону Венето.
Према процени из 2011. у насељу је живело 1313 становника. Насеље се налази на надморској висини од 156 м.

## Становништво
Према резултатима пописа становништва 2011. у општини је живело 2.600 становника.
| 1931. | 1936. | 1951. | 1961. | 1971. | 1981. | 1991. | 2001. | 2011. |
| ----- | ----- | ----- | ----- | ----- | ----- | ----- | ----- | ----- |
| 1.312 | 1.326 | 1.404 | 1.358 | 1.624 | 1.678 | 1.846 | 2.034 | 2.600 |